# Кретова, Кристина Александровна
Кристи́на Алекса́ндровна Кре́това (род. 28 января 1984, Орёл) — российская артистка балета, прима-балерина Большого театра.

## Биография
До 1994 года училась в хореографической школе, затем поступила в Московское хореографическое училище (с 1995 — Московская государственная академия хореографии), где её педагогами были Людмила Коленченко, Марина Леонова, Елена Боброва.
После выпуска в 2002 году была солисткой театра «Кремлёвский балет», с 2010 года танцевала в Театре им. Станиславского и Немировича-Данченко. С 2011 года — ведущая солистка, с 2025-го — прима Большого театра; репетирует под руководством Нины Семизоровой.
В 2011 году участвовала в российском телевизионном проекте «Болеро» (Первый канал), где в паре с Алексеем Ягудиным завоевала первое место.
С 2017 года участвовала в телешоу «Ты супер» и «Танцы» в качестве приглашенного члена жюри.

## Творчество
Постоянная участница проекта Фонда им. Мариса Лиепы «Русские сезоны XXI век». В 2007 году участвовала в Международном фестивале классического балета имени Рудольфа Нуреева в Казани. Выступала на сцене Екатеринбургского театра оперы и балета (2008) и Михайловского театра в Санкт-Петербурге (2015).

## Семья
Замужем, есть сын Иса.
В июле 2021 года вышла замуж за Игоря Цвирко.

## Репертуар

### Кремлёвский балет
- Жизель — «Жизель» А. Адана, хореография Ж. Перро, Ж. Коралли, М. Петипа, А. Петрова
- Одетта-Одиллия — «Лебединое озеро» П. И. Чайковского, хореография Л. Иванова, М. Петипа, А. Горского, А. Мессерера, А. Петрова
- Мари — «Щелкунчик» П. И. Чайковского, хореография А. Петрова
- Китри — «Дон Кихот» Л. Минкуса, хореография А. Горского, редакция В. Васильева
- Эмми Лоуренс — «Том Сойер» П. Б. Овсянникова, хореография А. Петрова
- Наина — «Руслан и Людмила» М. И. Глинки — В. Г. Агафонникова, хореография А. Петрова
- Принцесса Флорина; Принцесса Аврора — «Спящая красавица» П. И. Чайковского, хореография М. Петипа, А. Петрова
- Эсмеральда — «Эсмеральда» Ц. Пуни, Р. Дриго, хореография А. Петрова
- Сюзанна — «Фигаро» на музыку В. А. Моцарта и Дж. Россини, хореография А. Петрова

### Театр им. Станиславского и Немировича-Данченко
- Повелительница дриад; Китри — «Дон Кихот» Л. Минкуса, хореография А. Горского, А. Чичинадзе
- Одетта-Одиллия — «Лебединое озеро» П. И. Чайковского, хореография Л. Иванова, В. Бурмейстера
- Эсмеральда — «Эсмеральда» Ц. Пуни, хореография В. Бурмейстера
- «Затачивая до остроты» (англ. Slice to Sharp) в постановке Й. Эло

### Большой театр
2011
- Повелительница дриад — «Дон Кихот» Л. Минкуса, хореография А. Горского в редакции А. Фадеечева
- Жизель — «Жизель» А. Адана, хореография Ж. Перро, Ж. Коралли, М. Петипа, в редакции Ю. Григоровича
- Мари — «Щелкунчик» П. И. Чайковского, хореография Ю. Григоровича

2012
- Одетта-Одиллия — «Лебединое озеро» П. И. Чайковского во второй редакции Ю. Григоровича
- солистка — Cinque на музыку А. Вивальди в постановке М. Бигонцетти
- танец невольников — «Корсар» А. Адана, хореография М. Петипа, постановка и новая хореография А. Ратманского и Ю. Бурлаки
- Мирей де Пуатье — «Пламя Парижа» Б. В. Асафьева в постановке А. Ратманского с использованием хореографии В. Вайнонена
- Анюта — «Анюта» на музыку В. А. Гаврилина, хореография В. Васильева
- дуэт — Dream of Dream на музыку С. В. Рахманинова в постановке Й. Эло
- ведущая пара — «Классическая симфония» на музыку С. С. Прокофьева в постановке Ю. Посохова
- Рамзея — «Дочь фараона» Ц.Пуни в постановке П. Лакотта по сценарию М. Петипа
- главная партия — «Рубины» (II часть балета «Драгоценности») на музыку И. Ф. Стравинского, хореография Дж. Баланчина
- Полигимния — «Аполлон Мусагет» И. Ф. Стравинского, хореография Дж. Баланчина
- Главная мочалка — «Мойдодыр» Е. И. Подгайца в постановке Ю. Смекалова

2013
- Гамзатти — «Баядерка» Л. Минкуса, хореография М. Петипа в редакции Ю. Григоровича
- Гюльнара — «Корсар» А. Адана, хореография М. Петипа
- плита, вальс, пылесосы — «Квартира», музыка Fleshquartet[англ.], постановка М. Эка
- Ольга; Татьяна — «Онегин» на музыку П. И. Чайковского, хореография Дж. Крэнко
- сверстницы принца — «Лебединое озеро» П. И. Чайковского (дебютировала на гастролях Большого театра в Лондоне)
- Китри — «Дон Кихот» Л. Минкуса
- Анжела, Маркиза Сампьетри — «Марко Спада» на музыку Д. Ф. Э. Обера, хореография П. Лакотта по Ж. Мазилье
- Сванильда — «Коппелия» Л. Делиба, хореография М. Петипа и Э. Чекетти, постановка и новая хореографическая редакция С. Вихарева

2014
- сверстницы принца — «Лебединое озеро» П. И. Чайковского во второй редакции Ю. Григоровича
- Прюданс Дювернуа (первая исполнительница в Большом театре); Манон Леско — «Дама с камелиями» на музыку Ф. Шопена, хореография Дж. Ноймайера
- Классическая танцовщица — «Светлый ручей» Д. Шостаковича, хореография А. Ратманского
- Жанна — «Пламя Парижа» Б. Асафьева
- Катарина — «Укрощение строптивой» на музыку Д. Шостаковича, хореография Ж.-К. Майо[англ.]

2015
- Флорина — «Утраченные иллюзии» Л. Десятникова в постановке А. Ратманского
- солистка (две ведущие пары) — «Изумруды» (I часть балета «Драгоценности») на музыку Г. Форе хореография Дж. Баланчина (дебютировала на гастролях театра в Гонконге)
- Вера (часть «Княжна Мери») — «Герой нашего времени» на музыку И. Демуцкого, хореография Ю. Посохова, режиссёр К. Серебренников — первая исполнительница (первая исполнительница)
- солистка/пара в зелёном — «Русские сезоны» на музыку Л. Десятникова, хореография А. Ратманского

2017
- Фея Бриллиантов — «Спящая красавица»
- солистка — «Совсем недолго вместе» на музыку М. Рихтера, Л. ван Бетховена, хореография П. Лайтфута и С. Леон
- Марго — «Нуреев» И. Демуцкого, хореография Ю. Посохова, режиссёр К. Серебренников

2018
- Джульетта — «Ромео и Джульетта» на музыку С. Прокофьева в хореографической редакции А. Ратманского
- Анна Каренина — «Анна Каренина» на музыку П. Чайковского, А. Шнитке, Кэта Стивенса/Юсуфа Ислама, хореография Дж. Ноймайера

2019
- Паулина — «Зимняя сказка» Дж. Тэлбота, хореография К. Уилдона (первая исполнительница в Большом театре)
- Гермиона — «Зимняя сказка»
- ведущая солистка — «Симфония до мажор» на музыку Ж. Бизе, IV часть, III часть, хореография Дж. Баланчина

2020
- ведущая солистка («Угасание») — программа «Четыре персонажа в поисках сюжета» на музыку Э. Гранадоса, хореография Д. Милева
- ведущая солистка («Just») — программа «Четыре персонажа в поисках сюжета» на музыку Д. Лэнга, хореография С. Валастро
- Кармен — «Кармен-сюита» на музыку Ж. Бизе — Р. Щедрина, хореография А. Алонсо

2021
- Аркадина — «Чайка» на музыку И. Демуцкого, хореография Ю. Посохова

2022
- Сильфида — «Сильфида» на музыку Х. С. Левенскольда, хореография А. Бурнонвиля в редакции Й. Кобборга
- Мехмене Бану — «Легенда о любви» А. Меликова, хореография Ю.Григоровича
- вальс, op. 70, № 1 — «Шопениана» на музыку Ф. Шопена, хореография М. Фокина, редакция Н. Большаковой и В. Гуляева (первая исполнительница в Большом театре)
- вариация Л. Минкуса для балета «Пахита» на музыку Э.-М. Дельдевеза, Вариация Р. Дриго для балета «Ручей» Л. Минкуса — Л. Делиба, Пахита, Вариация Л. Минкуса для балета «Пахита» Э.-М. Дельдевеза (Большое классическое па из балета «Пахита» Л. Минкуса, хореография М. Петипа, редакция Ю. Бурлаки)

2023
- Осень — «Времена года» А. Глазунова, хореография А. Белякова
- вариация Ц. Пуни из балета «Наяда и рыбак» (Большое классическое па из балета «Пахита»)

2024
- Эгина — «Спартак» А. Хачатуряна, хореография Ю. Григоровича

### В других театрах
- Гюльнара — «Корсар» А. Адана, хореография М. Петипа, К. Сергеева — Татарский театр оперы и балета имени Мусы Джалиля (2007)
- Фея Сирени — «Спящая красавица» П. И. Чайковского — Татарский театр оперы и балета имени Мусы Джалиля (2007)
- Хозяйка Медной горы — «Каменный цветок» С. С. Прокофьева, хореография А. Петрова — премьера в Екатеринбургском театре оперы и балета (2008)
- Китри — «Дон Кихот» Л. Минкуса, хореография М. Петипа, А. Горского в редакции М. Мессерера — Михайловский театр (2015; Базиль — Иван Васильев)

## Награды и признание
- 2003 — премия «Триумф»[3]
- 2004 — вторая премия Всероссийского конкурса Юрия Григоровича «Молодой балет России» (Краснодар)
- 2006 — первая премия Международного конкурса «Молодой балет мира» (Сочи)
- 2006 — премия «Душа танца» (номинация «Восходящая звезда») журнала «Балет»
- 2014 — премия Dance Open (номинация «Мисс виртуозность») Dance Open International Ballet Festival[4]